# Onciale 0168
- Papyrus
- Onciale
- Minuscules
- Lectionnaire

Le Codex 0168, portant le numéro de référence 0168 (Gregory-Aland), est un manuscrit du Nouveau Testament sur parchemin écrit en écriture grecque onciale. Le manuscrit est perdu.

## Description
Le manuscrit contenu le texte incomplet des quatre Évangiles, et ce fut un palimpseste. Les paléographes datent ce manuscrit du VIIIe siècle,.
Le texte du codex représenté est de type inconnu. Kurt Aland ne l'a pas placé dans aucune  Catégorie. 
Lieu de conservation
Le manuscrit est perdu. Il fut conservé à la Mélisse Frères à Béroia.